# Vengadores secretos
Vengadores Secretos (Secret Avengers) es un cómic estadounidense publicado por la editorial Marvel Comics, que presenta un equipo ficticio de superhéroes de operaciones negras del mismo nombre. La serie comenzó con Ed Brubaker en sus tareas de escritura, representando a una secta de operadores negros del primer equipo de superhéroes de Marvel, los Vengadores, que opera bajo la dirección y el liderazgo del Capitán Steve Rogers (el excapitán América). La serie es parte del relanzamiento de los Vengadores como parte de la "Edad Heroica".

## Prólogo
Desde que Norman Osborn asesinara a la reina skrull Veranke, quien planeo la Invasión Secreta, Osborn se ha asentado como uno de los personajes más poderosos de los Estados Unidos, mantiene el control sobre las fuerzas gubernamentales, y liderando su propio equipo de Vengadores Oscuros está imponiendo su dominio sobre el resto de los héroes, ahora son los villanos quienes tienen el poder, y quienes manipulan la opinión pública para que no descubran las conspiraciones que llevan a cabo a sus espaldas. El Universo Marvel se ha sumido en la oscuridad.
Sin embargo, tras el Asedio a Asgard llegó la Edad Heroica, una nueva era de justicia y libertad.

## Trama
Tras los sucesos del Reinado oscuro y el Asedio a Asgard, Norman Osborn perdió toda credibilidad ante el gobierno estadounidense, siendo destituido de su cargo como director de la organización H.A.M.M.E.R., y líder de los Vengadores Oscuros.
En respuesta, el presidente Barack Obama decide reformar los valores de los Vengadores originales, así como la disolución de la Ley de Registro de Superhumanos, y nombra al excapitán América Steve Rogers como el nuevo y más importante agente de campo para el cumplimiento de la ley. El capitán Rogers, forma su propio equipo de Vengadores, un equipo de operaciones encubiertas para enfrentar a las amenazas más grandes.
El tema inicial muestra la investigación de una base propiedad de Roxxon (Corporación dedicada a la extracción y explotación de minerales en el planeta Marte), Nova ha desaparecido, Rogers y su equipo se embarcaron en una misión de rescate y, al aterrizar, fueron atacados por agentes del enigmático Consejo de las Sombras, aparentemente dirigido por Nick Fury.

«Nuestro mundo está fuera de control, el siglo XXI se mueve demasiado rápido y sus amenazas son demasiado grandes como para que la mayoría siquiera las reconozca, me preocupan los villanos enfermos y enmascarados y los dictadores enfermos con armas nucleares... pero lo que más me preocupa son las amenazas que desconocemos, las amenazas que se ocultan en las sombras. El problema con las amenazas secretas... es encontrarlas antes de que se conviertan en problemas, pero en un mundo como este, que se mueve tan rápido y despiadadamente... en el que tantos artefactos o experimentos pueden convertirse en armas de destrucción masiva...
Alguien tiene que hacer el trabajo. Alguien debe evitar que la humanidad se destruya así misma».
Steve Rogers, Secret Avengers #1.

## Historia

### Volumen 1
Después de los eventos de "Dark Reign" y Siege, Norman Osborn fue depuesto como el "mejor policía" de Estados Unidos y su organización H.A.M.M.E.R. se disolvió. En respuesta a su mano por reformar a los Vengadores originales y evitar el asedio de Asgard, el Presidente nombró al ex Capitán América Steve Rogers como el principal agente policial de Estados Unidos, además de disolver la Ley de registro sobrehumano a petición de Rogers. El capitán Rogers luego forma a los Vengadores Secretos como un grupo de superhéroes para operar bajo un velo de secreto, además del equipo principal de Vengadores.
Los problemas iniciales muestran que el equipo es proactivo respecto de las amenazas conocidas y las limpia, al estilo de las operaciones negras. Están en oposición directa a un grupo llamado " Consejo de la Sombra" aparentemente liderado por Nick Fury. En una de esas parcelas encuentran un artefacto peligroso, la "Corona del tentáculo". Después de algunas investigaciones, el grupo encuentra un enlace a la Corporación Roxxon, que conduce a las investigaciones de un sitio minero en Marte. Richard Rider está en el caso, y en sus investigaciones encuentra otra corona, la "Corona Serpiente". La corona posee Nova, pero es perseguido por un guardián de la corona que afirma ser un colectivo llamado "Arconte" que fue creado por los Vigilantes. La Nova poseída dirige a los agentes del Consejo de la Sombra a desenterrar un mal primordial. Steve Rogers, con la ayuda de Xandarian Worldmind, gana temporalmente la Fuerza Nova para sacar la Corona / Nova Serpiente.
Los Vengadores Secretos luego tienen que lidiar con el hecho de que alguien que se parece a Nick Fury está trabajando para el Consejo de la Sombra. El verdadero Fury confirma que lo que están viendo es un LMD autoconsciente modificado por Jake Fury. S.H.I.E.L.D. iba a destruir el LMD, pero fue rescatado por el Consejo de la Sombra y se le dio el nombre de Max. Algunos otros agentes en el "Consejo de la Sombra" son un inmortal llamado Aloysius Thorndrake y el antiguo héroe de la Edad de Oro, John Steele.
Shang-Chi se ofrece a sí mismo como carnada para capturar a su padre inmortal, Zheng Zu, que necesita la sangre de un familiar para mantenerse con vida. Ant-Man accidentalmente frustra ese plan, pero más tarde el equipo cae en una trampa donde Carter es secuestrada. Shang-chi se ofrece como voluntario para intercambiarse por ella, pero durante el intercambio, Caballero Luna se disfraza de guardia del Consejo de la Sombra. Él es capaz de dirigir al equipo para detener la ceremonia de sacrificio. John Steele es aprehendido y el Capitán América puede ahondar en sus recuerdos y descubrir que, debido a sus acciones durante una misión de la Segunda Guerra Mundial, John Steele terminó siendo secuestrado y lavado de cerebro por el Consejo de la Sombra.
Durante el cruce de Fear Itself, los Vengadores Secretos son convocados para defender Washington D. C.. Bestia se reúne con un viejo amigo congresista, que resulta ser un mutante de nivel Omega, que puede animar estatuas, luego tiene a Abraham Lincoln del Monumento a Lincoln y dinosaurios del Museo Nacional de Historia Natural que luchan contra los nazis. En el número 14 obtenemos la historia del origen de Valkyrie, sobre cómo defendió su amor durante una batalla y Odin la convirtió en una inmortal. Entonces ella lidera un grupo de soldados en la batalla.
Los Vengadores Secretos luego rastrean el Consejo de la Sombra a una ciudad subterránea, a Serbia para detener un camión que le roba el alma, a un multiverso, un traficante de armas ficticio de Europa del Este que tiene suero de súper soldado demoníaco, y un laboratorio de reproducción híbrido alienígena.
Durante una batalla, el equipo muere, pero Viuda Negra es capaz de teletransportarse a tiempo. Para salvar a su equipo, pero sin interrumpir el tiempo continuo, ella se teletransporta a 44 años y crea la tecnología necesaria para detener a los láseres que matan a su equipo sin que se den cuenta de que los salvó.
Max Fury y el Consejo de la Sombra forman su encarnación de Maestros del Mal, en donde su membresía está formada por la Princesa Python II, Vengeance II y Whiplash IV. Los Vengadores Secretos los descubren durante una misión dirigida por el Capitán América, quien está probando las habilidades de liderazgo de Hawkeye antes de convertirlo en el nuevo líder del equipo.
Giant-Man, el Capitán Gran Bretaña y la antorcha humana original se unen a los Vengadores Secretos para investigar una nueva amenaza llamada los Descendientes, un ejército de synthezoides. Durante la batalla parece que Ant-Man muere y Antorcha sufre varios daños, pero el Agente Venom rescata al equipo. Ant-Man reaparece ileso.
El equipo luego cruza hacia el evento Avengers vs. X-Men. Intentan interceptar la Fuerza Fénix, pero no la detienen, incluso con la ayuda de Thor. Aterrizan en el mundo natal de Kree, Hala, pero Protector y Carol Danvers están sometidos por la mente de Kree, que está siendo manipulada para invitar a la Fuerza Fénix, que se dirige a Hala desde que Mar-Vell adsorbió parte de la fuerza durante una ceremonia de reencarnación. La Visión es capaz de romper el control y Mar-Vell se sacrifica en el Phoneix, luego ahorra a Hala.
Los Maestros del Mal se dan cuenta de que John Steele es un agente doble, pero son capaces de mantener las coronas místicas e incluso robar la tercera de Taskmaster, luego desatar una fuerza maligna llamada The Abyss sobre Bagalia, que controla las mentes de los Maestros y los Vengadores. Venom y Ant-Man eran inmunes y son capaces de separar las tres coronas. Viuda Negra sospecha que Ant-Man es un LMD, ya que no fue afectado por The Abyss, pero Hawkeye desestimó sus sospechas debido a las acciones heroicas de Grady, lo que la llevó a renunciar en protesta.
Los Descendientes (con la adición de la Antorcha Humana que fue reprogramada para servirlos) lanzaron un ataque masivo contra las principales ciudades del mundo, comenzaron una invasión para tomarlo y lanzaron una nano-niebla, que lentamente comenzó a convertir a cada humano en Descendiente. Los Vengadores Secretos lucharon contra ellos, y la Antorcha Humana (a quien el Capitán Bretaña hizo entrar en sus sentidos) logró destruir el Orbe de la Nigromancia, que mató a cada uno de los Descendientes de la Alta Raza y eliminó la nano-niebla de cualquier humano Antes de morir, el Padre le dijo al Capitán Gran Bretaña que todavía sentía la presencia de otro Descendiente que no murió. Como consecuencia, los Vengadores Secretos se reunieron con el Capitán América para contarle lo sucedido. Tiempo después, Hawkeye decidió desmontar la unidad.

### Volumen 2
Como parte del evento Marvel NOW! se forma una nueva versión de los Vengadores Secretos bajo la jurisdicción de S.H.I.E.L.D. Un viajero misterioso del futuro ataca a un batallón de agentes de S.H.I.E.L.D. antes de que lo maten. Tras el ataque, Maria Hill decide formar la versión de S.H.I.E.L.D. de los Vengadores Secretos. Maria Hill es capaz de reclutar a Hawkeye, Viuda Negra, Nick Fury, Jr. y Phil Coulson. Su primera operación es frustrar un plan del grupo terrorista Al-Qaeda. de utilizar el conocimiento de teletransportación proporcionado por Andras Bertesy para ejecutar un ataque terrorista en los Estados Unidos. Los Vengadores Secretos siguen al grupo terrorista a Budapest, donde obtienen las coordenadas del ataque de uno de sus miembros. Después de dejar a Hawkeye para ser rescatado por Viuda Negra, Nick Fury Jr. pone una trampa para el miembro de Al-Qaeda que iba a realizar el ataque, esperándolo en la Oficina Oval para matarlo.
En la segunda misión, los Vengadores Secretos invaden Bagalia y luchan a través de los Maestros del Mal para liberar a Taskmaster, que será subastado al mejor postor. Pájaro Burlón se une a ellos, usando S.H.I.E.L.D. Camo-Tech para disfrazarse de Aloysius Thorndrake del Consejo de la Sombra. Nick Fury Jr. paga a Crossfire para que Taskmaster salga de su celular. Después de que Taskmaster acepta unirse a los Vengadores Secretos, va a una misión para infiltrarse en el nuevo Consejo Superior de A.I.M. (formado por Andrew Forson, Graviton, Jude, el Hombre Entrópico, Mentallo, Superia y Yelena Belova)
Cuando Daisy Johnson y Nick Fury Jr. asistían a la exposición de armas, se reunieron con el senador Robert Ralston. Daisy se da cuenta de que uno de los elementos de la exposición es la armadura Iron Patriot. A.I.M. luego ataca la exposición de armas que lleva a la supuesta muerte del senador Robert Ralston durante la lucha de A.I.M. con los Vengadores Secretos. Durante la pelea, Andrew Forson aprovecha la oportunidad para robar la armadura Iron Patriot.
La directora Daisy Johnson le dio a Nick Fury, Hawkeye y Viuda Negra, el Protocolo D, que es el asesinato del Científico Supremo A.I.M. Hulk fue reclutado para ayudar con la misión cuando A.I.M. duplica la tecnología de la armadura Iron Patriot para crear un ejército de drones inteligentes que A.I.M. usaría para incriminar a Estados Unidos en numerosos ataques internacionales. Hulk fue capaz de destruir los drones Iron Patriot que estaban atacando a Irán. Mientras tanto, Phil Coulson habla con War Machine sobre la armadura Iron Patriot.
Los Vengadores Secretos asaltaron la isla A.I.M. y aparentemente mataron a Andrew Forson. Daisy Johnson terminó suspendida por romper el protocolo y Maria Hill es puesta a cargo de S.H.I.E.L.D. nuevamente. Como se reveló que Andrew Forson estaba vivo todo el tiempo, se conoce la noticia de que AIM es un nuevo miembro permanente del Consejo de Seguridad.
Usando la comunicación holográfica, S.H.I.E.L.D. hackeó la red de A.I.M. y le permitió a Rhodes hablar con los trajes, quienes lo reconocieron como "el piloto", y Tony Stark era "el Hacedor". Rhodey logró hacer que el ejército de Iron Patriot entendiera que sus acciones de ataque táctico contra los puntos tácticos de los enemigos de los Estados Unidos eran inaceptables, y declaró que podía enseñarles mejor si podía mostrarles, ya que los androides le enviaron a Rhodes una versión diferente de la armadura Iron Patriot.
MODOK Superior y algunos agentes A.I.M. deshonestos se aliaron con S.H.I.E.L.D. para hacer un trato para derribar a Andrew Forson.
Después de que la misión se dirige hacia el sur y Pájaro Burlón se queda varado en la isla A.I.M., Taskmaster trabaja en secreto para liberarla. Pero cuando él tiene la oportunidad de sacarla de la isla, ella no responde a nada de lo que él dice hasta que ambos sean capturados. Más tarde, mientras estaba siendo interrogado, Taskmaster es asesinado y parece ser asesinado por Pájaro Burlón, quien ahora está bajo el control de Andrew Forsen.
Andrew Forson reveló que Pájaro Burlón estaba trabajando en secreto para Forson hace años, y que usó a Pájaro Burlón para "sacar a Victorius del camino" para que pudiera hacerse cargo del Culto de la Entropía.

### Volumen 3
En All-New Marvel NOW!, se formó un nuevo equipo de Vengadores Secretos compuesto por Nick Fury Jr., Viuda Negra, Phil Coulson y Spider-Woman. Hawkeye se reincorpora al equipo, algún tiempo después. La serie fue cancelada en 2015, después de 15 ediciones.

## Miembros

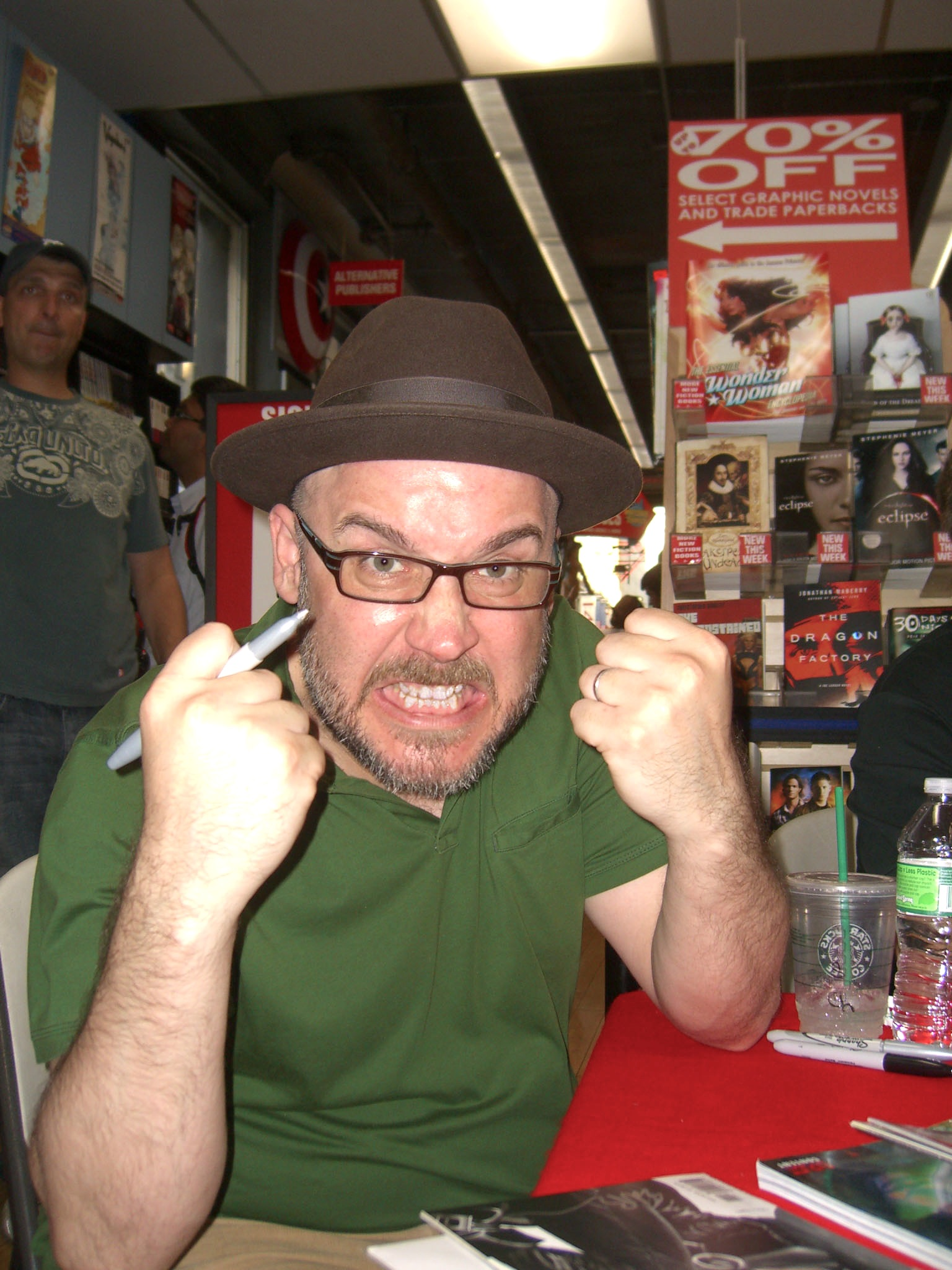
Ed Brubaker durante una firma de libros en Midtown Comics, Times Square, Manhattan, (2010).

| Personaje                       | Nombre real                                         | Notas                                                                         | Aparición          |
| ------------------------------- | --------------------------------------------------- | ----------------------------------------------------------------------------- | ------------------ |
| Capitán América (Líder)         | Steve Rogers                                        | Súper Soldado de la Segunda Guerra Mundial                                    | Secret Avengers #1 |
| Bestia (Beast)                  | Dr. Henry Philip "Hank" McCoy                       | Mutante y científico genio de los X-Men.                                      | Secret Avengers #1 |
| Máquina de Guerra (War Machine) | James Rupert "Rhodey" Rhodes                        | Soldado armado, amigo y aliado de Tony Stark.                                 | Secret Avengers #1 |
| Valkyrie                        | Brunnhilde                                          | Otra doncella escudera de Asgard.                                             | Secret Avengers #1 |
| Caballero Luna (Moon Knight)    | Marc Spector                                        | Exsoldado mercenario.                                                         | Secret Avengers #1 |
| Viuda Negra (Black Widow)       | Natalia Alianovna Romanova (alias Natasha Romanoff) | Ex superespía soviética, agente de S.H.I.E.L.D. y aliada del Capitán América. | Secret Avengers #1 |
| Agente 13                       | Sharon Carter                                       | Exagente de S.H.I.E.L.D. y otra aliada del Capitán América.                   | Secret Avengers #1 |
| Hombre Hormiga (Ant-Man III)    | Eric O'Grady                                        | Ex Thunderbolt.                                                               | Secret Avengers #1 |
| Nova                            | Richard Rider                                       | Cohete Humano.                                                                | Secret Avengers #1 |
| Agente Venom                    | Flash Thompson                                      | Ex Soldado del Ejército, amigo y aliado de Spider-Man.                        |                    |

## Edición de colección
| Título                                     | Material de colección                                  | ISBN                   | Publicación |
| ------------------------------------------ | ------------------------------------------------------ | ---------------------- | ----------- |
| Secret Avengers vol. 1: Mission to Mars    | Secret Avengers #1-5                                   | ISBN 978-0-7851-4600-1 | 2011        |
| Secret Avengers vol. 2: Eyes of the Dragon | Secret Avengers #6-12                                  | ISBN 978-0-7851-4601-8 |             |
| Fear Itself: Secret Avengers               | Secret Avengers #12.1, Fear Itself: Black Widow #13-15 | ISBN 978-0785151777    |             |
| Secret Avengers vol. 3: Subland Empire     | Secret Avengers #16-21                                 | ISBN 978-0785152552    |             |

## Otros medios

### Televisión
Los Vengadores Secretos aparecen en la serie animada Avengers Assemble, segunda temporada. En el episodio "Los Vengadores Desunidos", el Capitán América deja a los Vengadores, se une a S.H.I.E.L.D. y forma los Vengadores Secretos con Black Widow, Falcon y Hulk. En su episodio homónimo, los Vengadores Secretos fueron acusados de recuperar una fuente de energía de HYDRA, aunque sin darse cuenta se enfrentaron con la Guardia Invernal antes de descubrir que la fuente de energía en cuestión era el Hombre Radioactivo. En el siguiente episodio "La Epidemia de Ultron", los Vengadores secretos se unen a los Vengadores originales para derrotar a Ultron.

### Cine
Los Vengadores Secretos sirven de inspiración para los medios de acción en vivo ambientados dentro del Universo cinematográfico de Marvel (UCM)
- En la película de 2014 Capitán América: El soldado de invierno, el Capitán América usa un traje basado en el traje de "Super Soldado" que usó Steve Rogers en Secret Avengers Vol. 1.
- Si bien no se lo menciona directamente como tal, en la película de 2018 Avengers: Infinity War, el Capitán América, Black Widow, Wanda Maximoff y Falcon se representan como un solo grupo después de su disolución de Los Vengadores en Capitán América: Civil War. El codirector Joe Russo confirmó en el comentario de audio de Infinity War que este equipo es la encarnación UCM de los Vengadores Secretos.[36]

### Videojuegos
- El disfraz de "Súper Soldado" del Capitán América de Secret Avengers Vol. 1 aparece como un disfraz de DLC para el Capitán América en Marvel vs. Capcom 3: Fate of Two Worlds.
- El disfraz de "Súper Soldado" del Capitán América de Secret Avengers Vol. 1 aparece como un disfraz desbloqueable en Marvel's Avengers.
- En el juego Marvel Strike Force para dispositivos móviles, el equipo esta confirmado por Maria Hill, Sharon Carter y Capitán América (Falcón).